# Reimar-Lüst-Preis
Der Reimar-Lüst-Preis für internationale Wissenschafts- und Kulturvermittlung ist ein von der Fritz Thyssen Stiftung und der Alexander-von-Humboldt-Stiftung vergebener Wissenschaftspreis, mit dem „hoch angesehene Geistes- und Sozialwissenschaftler*innen aus dem Ausland“ ausgezeichnet werden, die „sich als Multiplikator*innen besondere Verdienste um die nachhaltige Förderung der bilateralen Beziehungen zwischen Deutschland und ihrem Heimatland in der Wissenschaft und durch die Wissenschaft erworben [haben]“. Der Preis ist mit 60.000 Euro dotiert und wird bis zu zweimal jährlich vergeben.

## Preisträger
| Jahr | Preisträger            | Fachgebiet                                         | Institution                                  | Staat *                |
| ---- | ---------------------- | -------------------------------------------------- | -------------------------------------------- | ---------------------- |
| 2007 | Koresuke Yamauchi      | Allgemeines Privatrecht                            | Chūō-Universität                             | Japan                  |
| 2007 | Kenneth W. Dam         | Wirtschaftsrecht                                   | University of Chicago                        | Vereinigte Staaten     |
| 2008 | David Simo             | Neuere Deutsche Literatur                          | Universität Yaoundé                          | Kamerun                |
| 2008 | Jean-Claude Schmitt    | Mittelalterliche Geschichte                        | École des hautes études en sciences sociales | Frankreich             |
| 2009 | Elinor Ostrom          | Institutionenanalyse, Umweltökonomik               | Indiana University Bloomington               | Vereinigte Staaten     |
| 2009 | Roland Recht           | Kunstgeschichte                                    | Collège de France                            | Frankreich             |
| 2011 | John J. Kanet          | Betriebswirtschaftslehre                           | University of Dayton                         | Vereinigte Staaten     |
| 2011 | Daniel W. Bromley      | Ressourcen- und Institutionenökonomie              | University of Wisconsin-Madison              | Vereinigte Staaten     |
| 2012 | Moawiyah M. Ibrahim    | Altertumswissenschaft                              | Yarmuk-Universität                           | Jordanien              |
| 2013 | Keiichi Yamanaka       | Strafrecht                                         | Kansai-Universität                           | Japan                  |
| 2013 | Vladimir Salac         | Ur- und Frühgeschichte                             | Tschechische Akademie der Wissenschaften     | Tschechien             |
| 2014 | Olivier Beaud          | Staats- und Verfassungsrecht                       | Universität Panthéon-Assas                   | Frankreich             |
| 2014 | Myles W. Jackson       | Wirtschaftsgeschichte                              | Princeton University                         | Vereinigte Staaten     |
| 2015 | Rüdiger Görner         | Allgemeine und Vergleichende Literaturwissenschaft | Queen Mary University of London              | Vereinigtes Königreich |
| 2015 | Jacob Kehinde Olupona  | Religionswissenschaft                              | Harvard University                           | Vereinigte Staaten     |
| 2016 | Raanan Rein            | Neuere und Neueste Geschichte                      | Universität Tel Aviv                         | Israel                 |
| 2016 | W. Daniel Wilson       | Neuere Deutsche Literatur                          | Royal Holloway College                       | Vereinigtes Königreich |
| 2017 | Sheila Jasanoff        | Soziologische Theorie                              | Harvard University                           | Vereinigte Staaten     |
| 2017 | Mary Lindemann         | Frühneuzeitliche Geschichte                        | University of Miami                          | Vereinigte Staaten     |
| 2018 | Ulinka Rublack         | Frühneuzeitliche Geschichte                        | University of Cambridge                      | Vereinigtes Königreich |
| 2018 | Mara R. Wade           | Neuere Deutsche Literatur                          | University of Illinois at Urbana-Champaign   | Vereinigte Staaten     |
| 2019 | Toshiyuki Kono         | Internationales Privatrecht                        | Universität Kyūshū                           | Japan                  |
| 2019 | Hannah Ginsborg        | Geschichte der Philosophie                         | University of California, Berkeley           | Vereinigte Staaten     |
| 2020 | Sung-Soo Kim           | Öffentliches Recht, Verwaltungsrecht               | Yonsei University                            | Südkorea               |
| 2020 | Robert Gerwarth        | Neuere und Neueste Geschichte                      | University College Dublin                    | Irland                 |
| 2021 | Sonja Mejcher-Atassi   | Islamwissenschaft, Arabistik, Semitistik           | Amerikanische Universität Beirut             | Libanon                |
| 2021 | Lilia Moritz Schwarcz  | Neuere und Neueste Geschichte                      | Universidade de São Paulo                    | Brasilien              |
| 2022 | Patrick Haggard        | Kognitive und Mathematische Psychologie            | University College London                    | Vereinigtes Königreich |
| 2022 | Hélène Miard-Delacroix | Neuere und Neueste Geschichte                      | Sorbonne Université                          | Frankreich             |
| 2023 | Sophia Labadi          | Ethnologie                                         | University of Kent                           | Vereinigtes Königreich |
| 2023 | Christian Dustmann     | Wirtschaftspolitik                                 | University College London                    | Vereinigtes Königreich |
| 2024 | Bala Venkat Mani       | Neuere Deutsche Literatur                          | University of Wisconsin-Madison              | Vereinigte Staaten     |
| 2024 | Kateřina Čapková       | Neuere und Neueste Geschichte                      | Tschechische Akademie der Wissenschaften     | Tschechien             |
| 2025 | Aleksander Bursche     | Alte Geschichte                                    | Universität Warschau                         | Polen                  |

Anmerkungen:
  

## Galerie

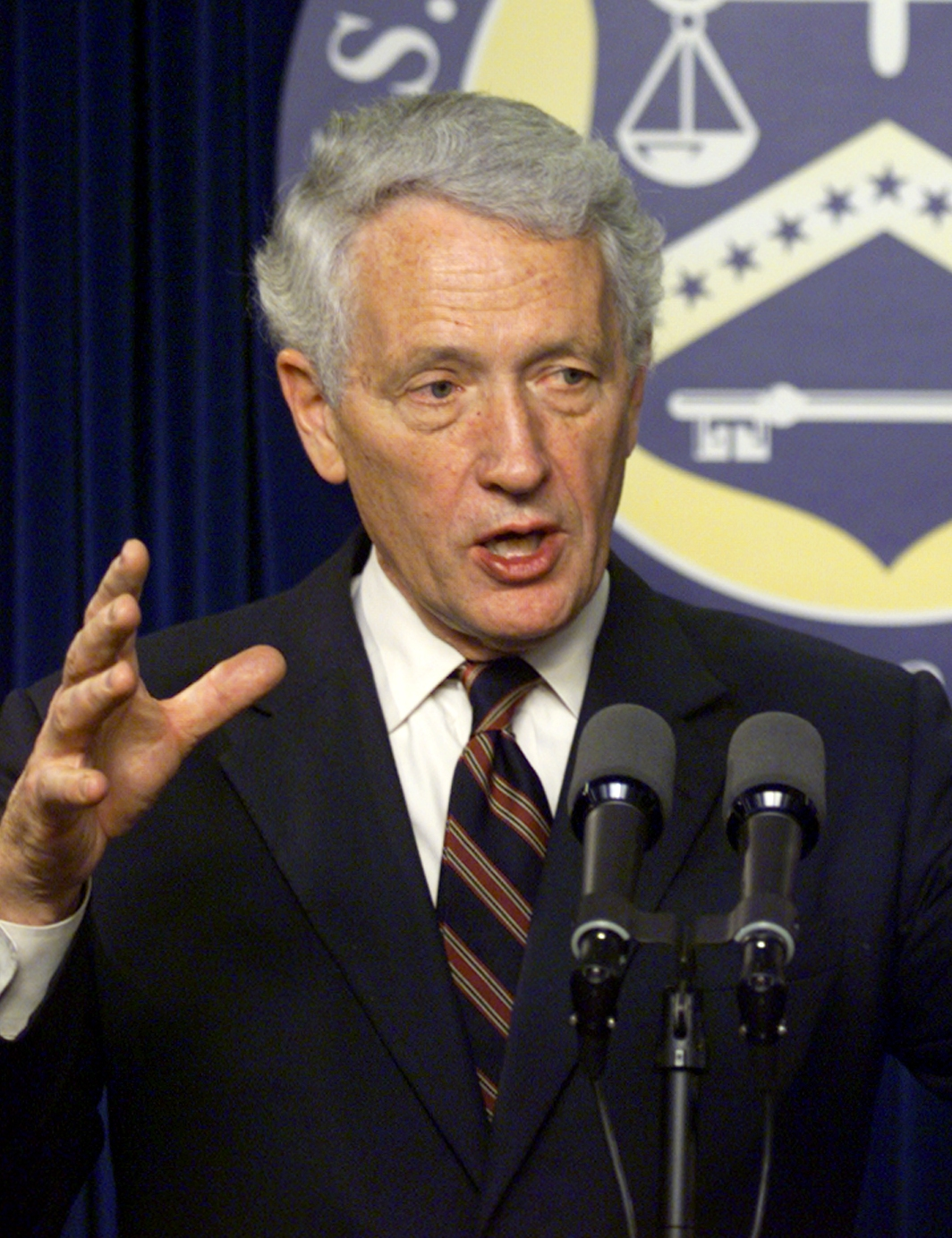
Kenneth W. Dam (2007)
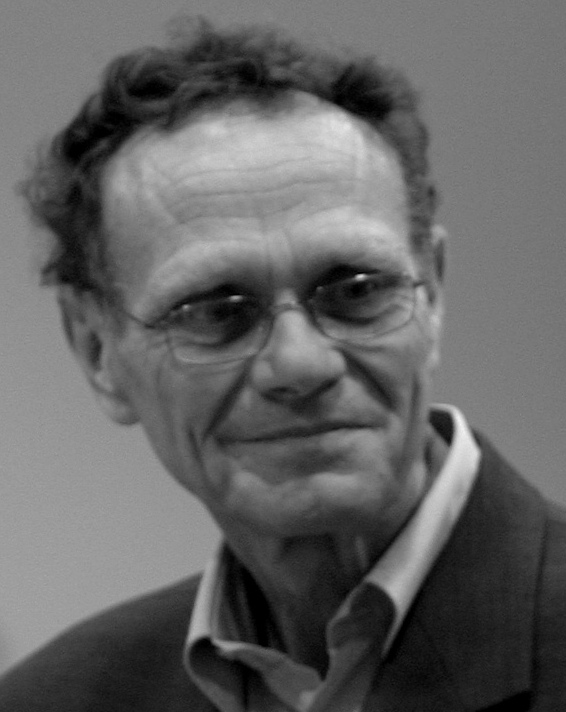
Jean-Claude Schmitt (2008)
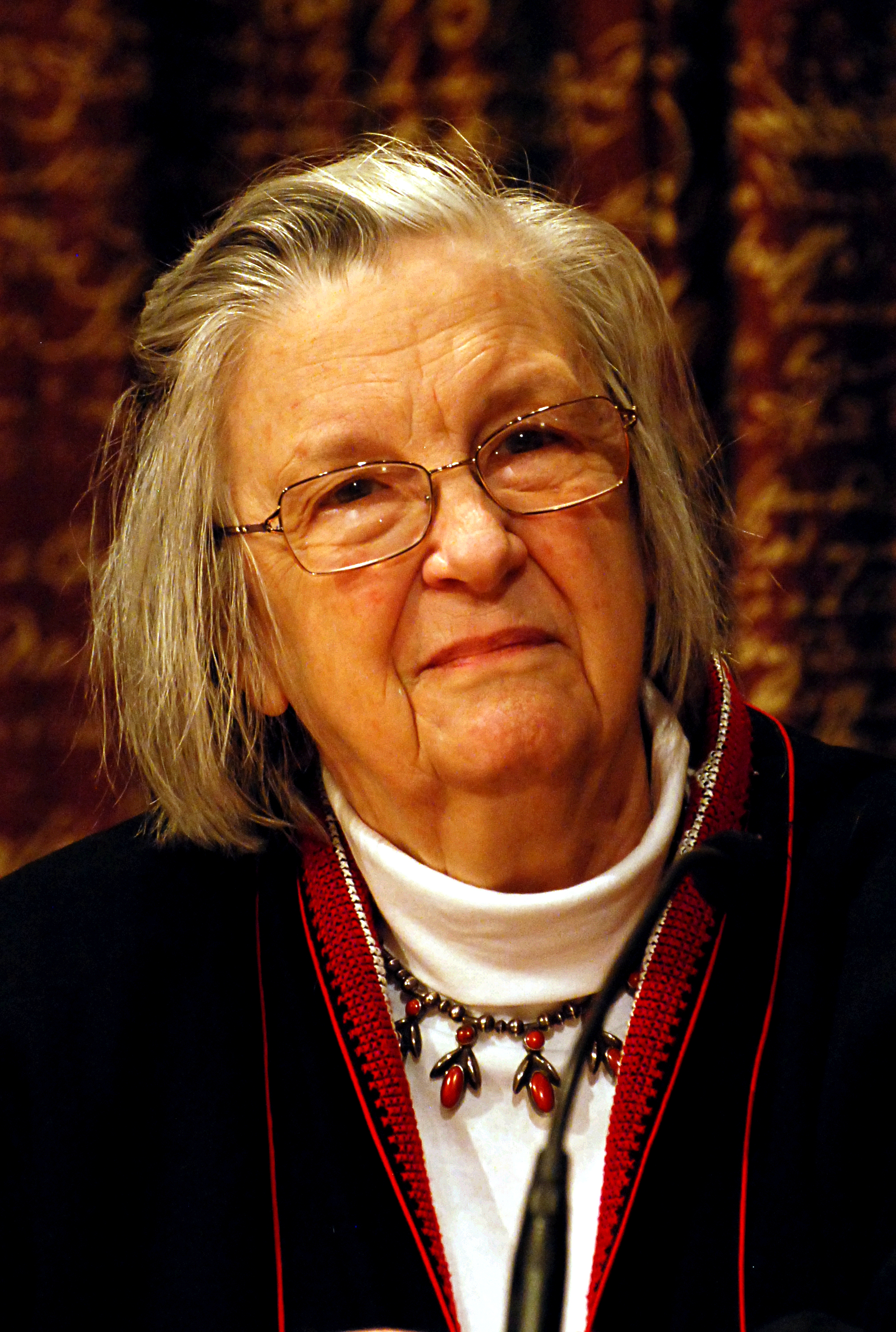
Elinor Ostrom (2009)
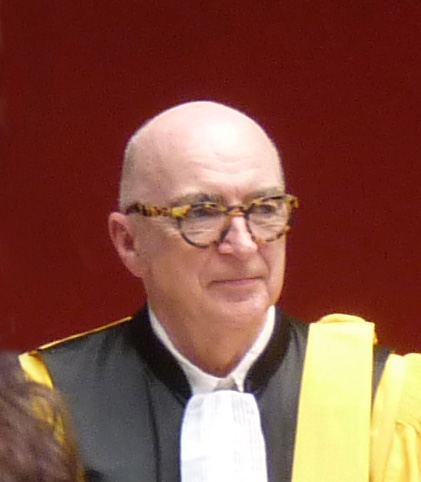
Roland Recht (2009)
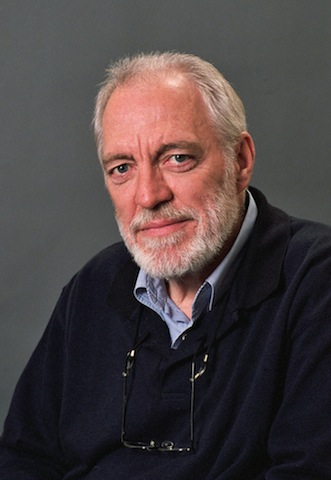
Daniel W. Bromley (2011)
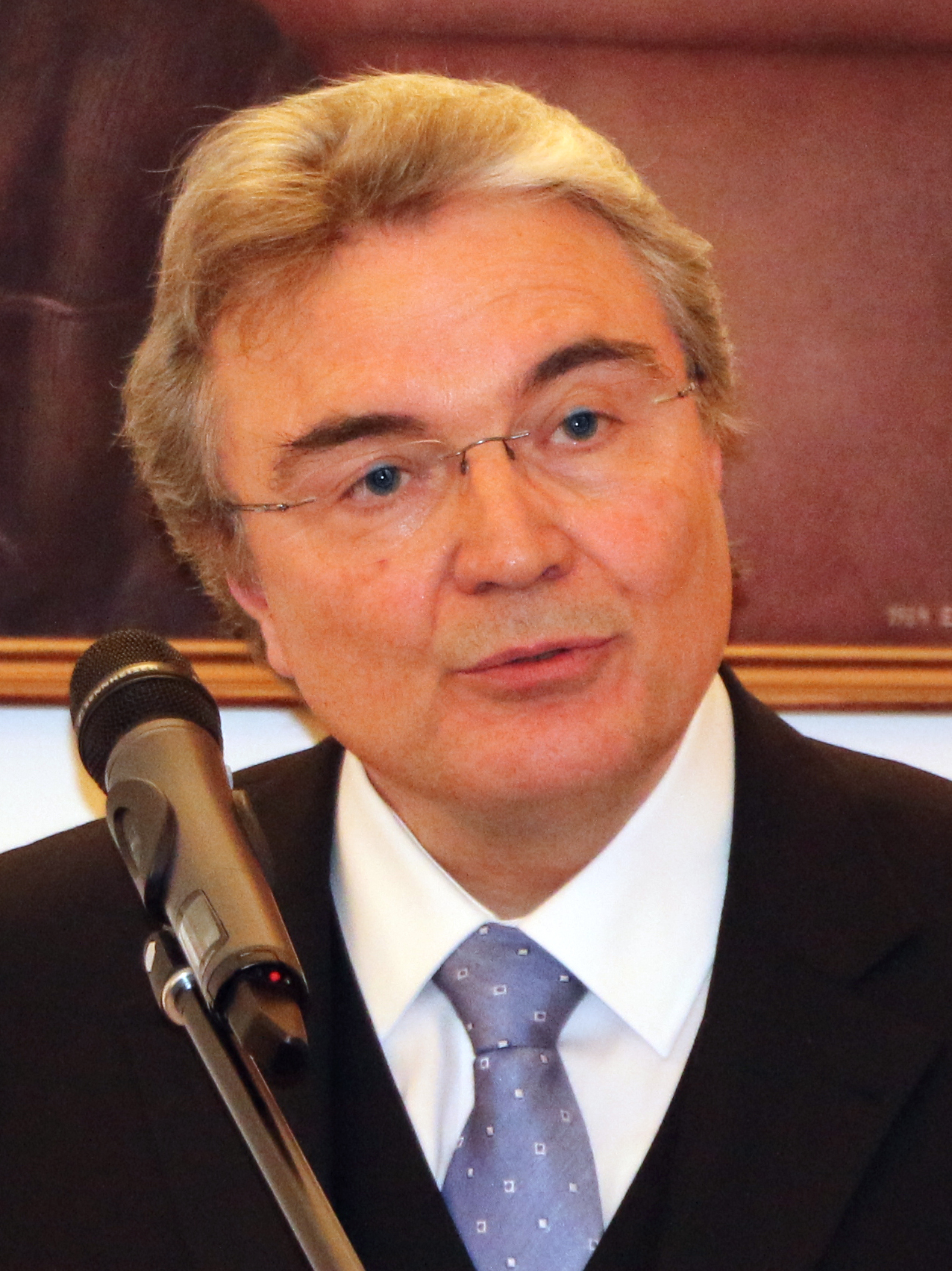
Rüdiger Görner (2015)
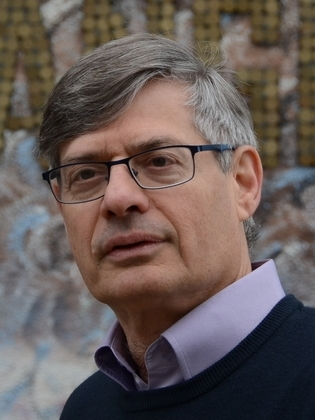
Raanan Rein (2016)
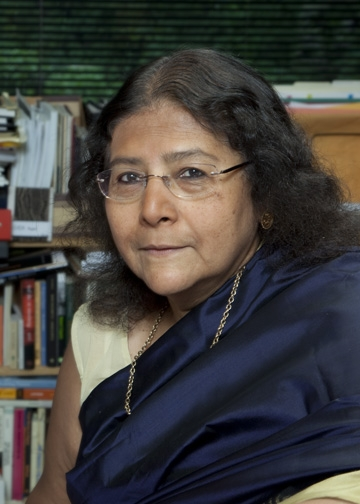
Sheila Jasanoff (2017)
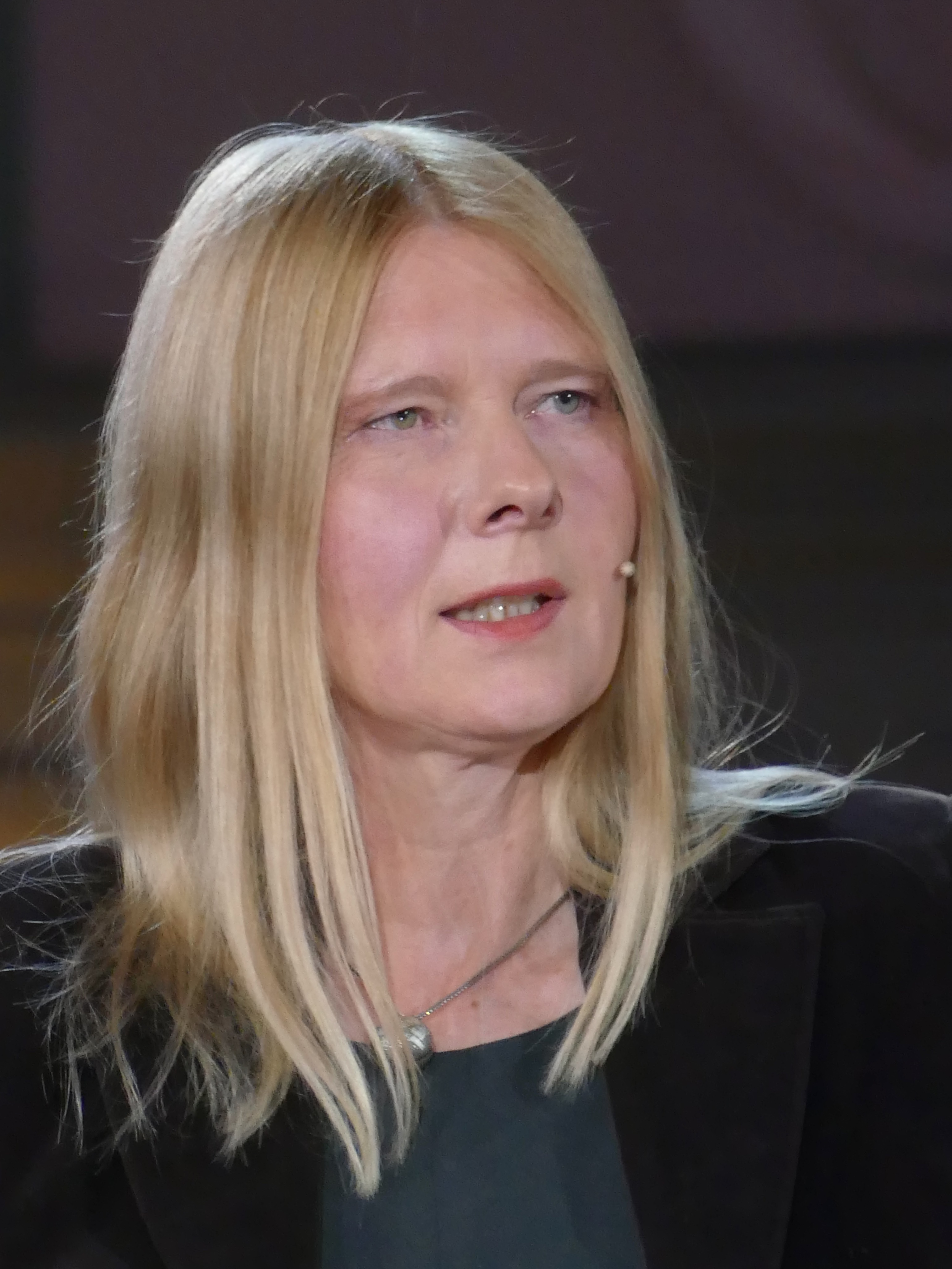
Ulinka Rublack (2018)
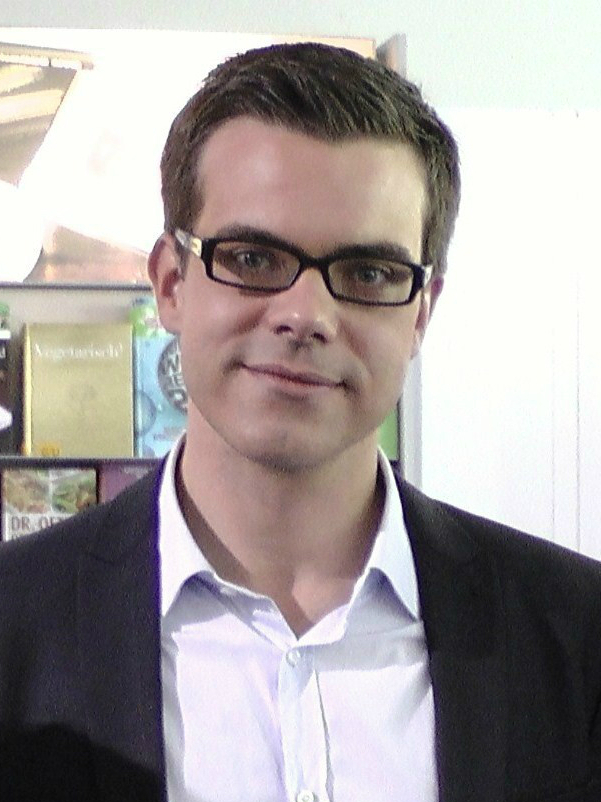
Robert Gerwarth (2020)
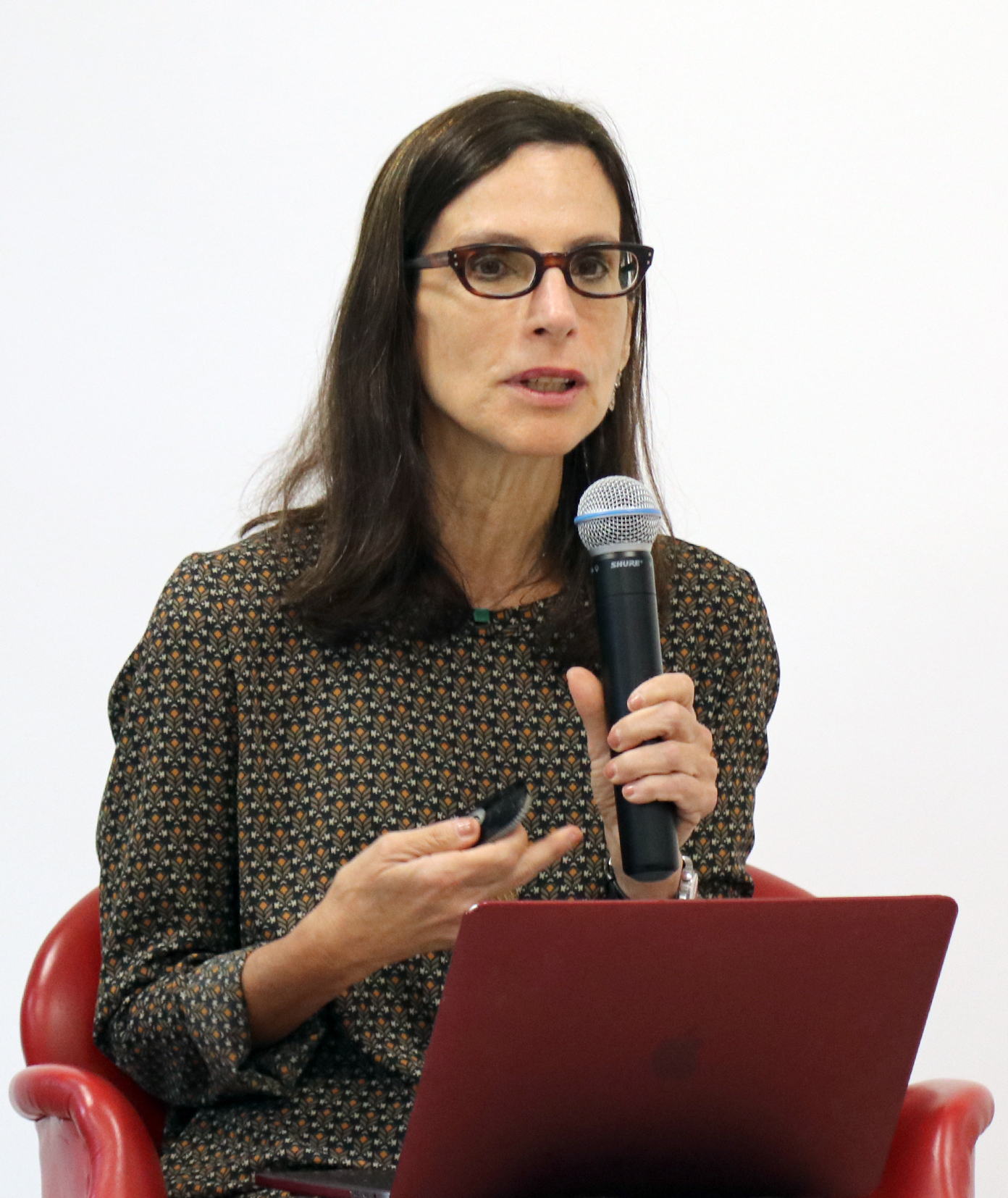
Lilia Moritz Schwarcz (2021)
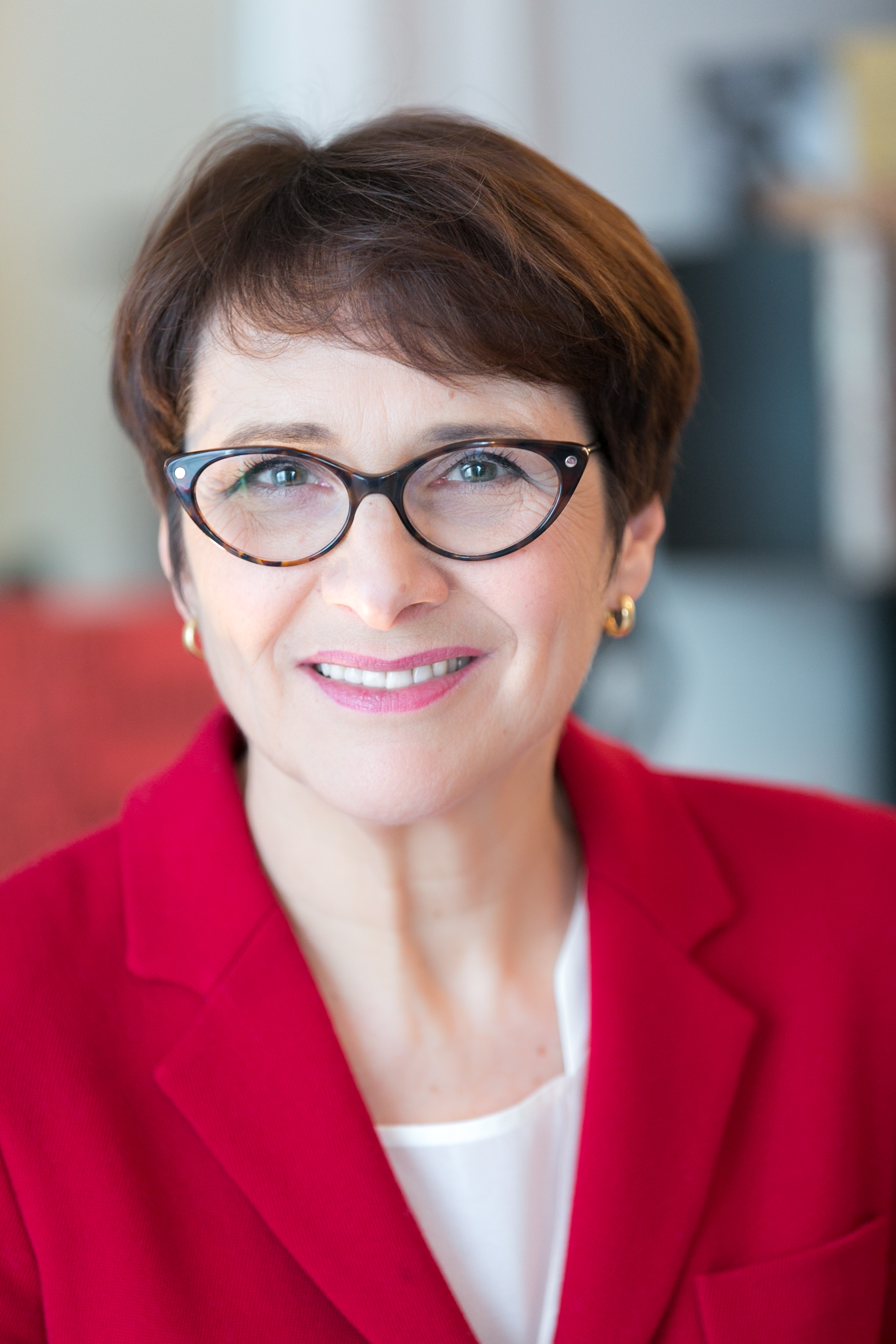
Hélène Miard-Delacroix (2022)
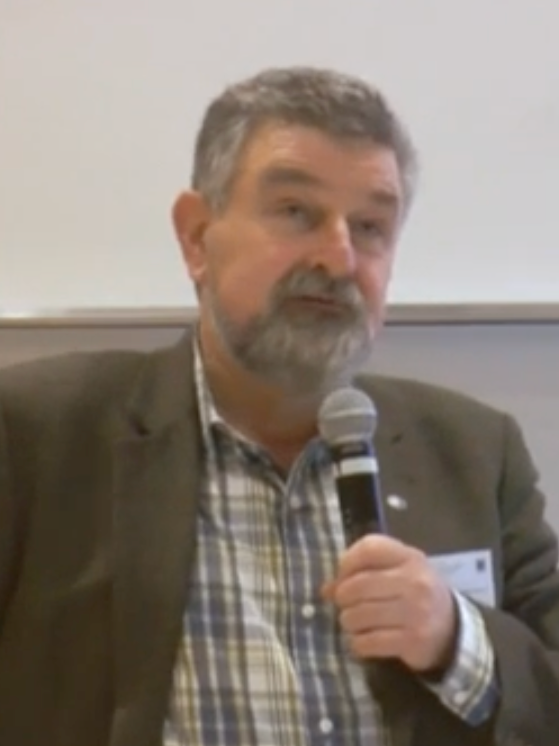
Aleksander Bursche (2025)